# SA-2 (Аполлон)
«SA-2» — второй старт ракеты-носителя Сатурн-1, проводившийся в рамках программы Аполлон.

## Предыстория
Подготовка к запуску на Мысе Канаверал началась 27 февраля 1962 с прибытием второй ракеты-носителя Сатурн-1. Единственным существенным изменением, сделанным в ракете после полёта SA-1 (Аполлон), был монтаж дополнительных перегородок в топливных баках, чтобы предотвратить колебания топлива. Серьёзных задержек не было, только несколько незначительных проблем.
Была обнаружена утечка жидкого кислорода в двигателе H-1 № 4, связанная с неплотным прилеганием патрубков подачи к инжектору. Решение нашли на месте, двигатель решили не менять. Небольшие доработки были сделаны в подсистеме управления и некоторых датчиках. Неплотно закрывающийся технический люк макета третьей ступени — разгонного блока Кентавр — был заменен. Потребовали отладки оба компьютера заправки. Также были выполнены три доработки в гидравлической системе.
Несмотря на сложности, с которыми персонал столкнулся во время подготовки к полёту, дата запуска осталась прежней — 25 апреля.

## Старт

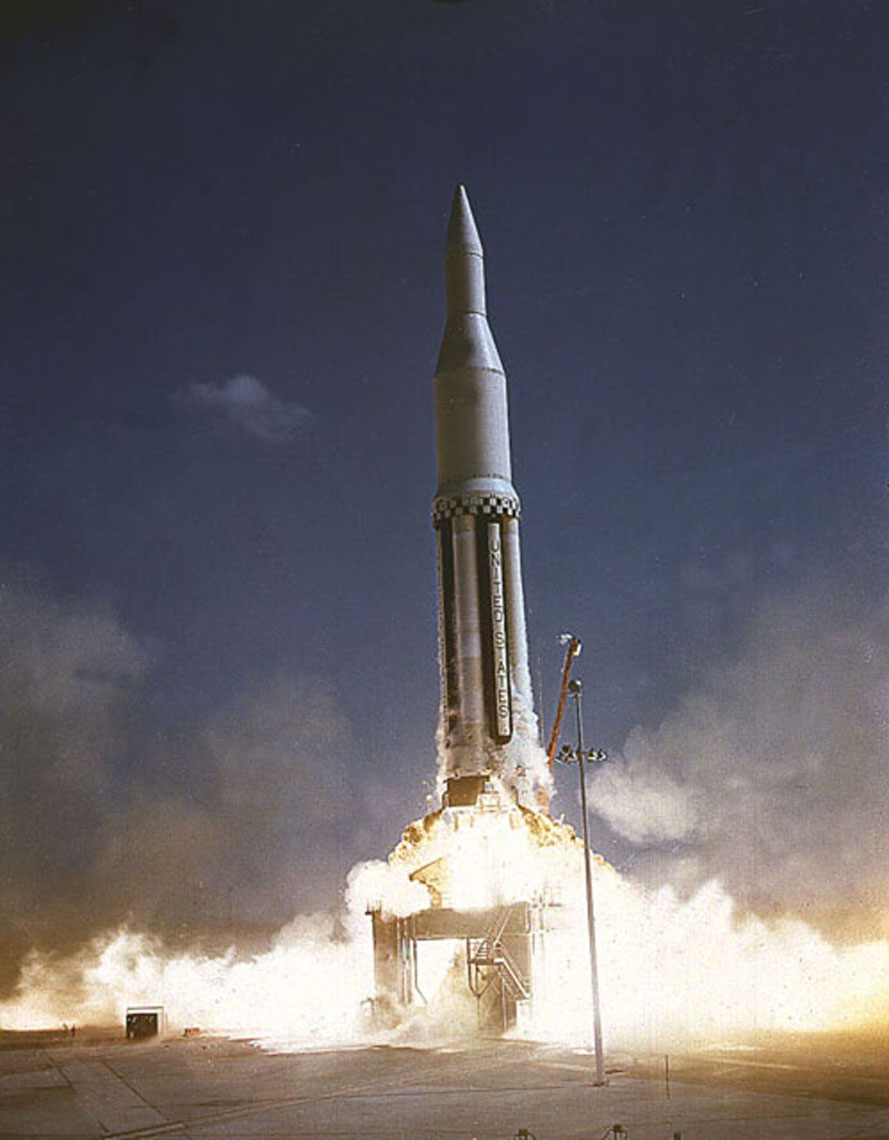
Стартует SA-2.

Полёт SA-2 (Аполлон) начался в 14:00:34 UTC 25 апреля 1962 года, со стартовой площадки № 34. Произошёл сдвиг предстартового отсчета на 30 минут из-за судна, которое вошло в зону безопасности полета — ближе чем на 96 км (60 миль). Ракета была заправлена 281 000 кг топлива, приблизительно на 83 % от возможного. В этом полёте планировалась работа только первой ступени, вторая и третья были заполнены весовым балластом — 86 000 кг воды.
Двигатели H-1 отработали в течение 1 минуты 55 секунд, отсечка произошла на высоте 56 км (35 миль) при скорости 6 040 км/ч. Ракета продолжала подниматься до высоты 105,3 км, достигнув апогея через 2 минуты 40 секунд, после чего носителю была дана команда на самоуничтожение.
Вторая ступень была подорвана таким образом, что разрушение прошло одновременно вдоль всей длины, и вода высвободилась практически мгновенно. В третьей ступени заряды были размещены так, что создали большое количество отверстий диаметром примерно 1 фут (30 см), соответственно, вода выливалась медленнее.
Наземные камеры засекли облако, видимое в течение 5 секунд. Также внутри облака наблюдались вспышки света, похожие на молнии. Вернер фон Браун описал их так: «это, наверно, первая рукотворная гроза в космосе».

## Результаты полёта
Задачи полёта SA-2 были почти такими же, как и у SA-1, это прежде всего испытание ракеты Сатурн-1 и новых двигателей H-1. Необходимо было проверить мощность двигателей на соответствие требованиям программы Аполлон, конструкцию ракеты и её аэродинамику, аппаратуру и систему управления, а также наземное стартовое оборудование. NASA объявило запуск успешным. Сверх того, была решена проблема болтанки топлива — она была минимизирована.
Второй целью этого полета, как и следующего — SA-3 был проект «Хайуотер-1». Наполненные водяным балластом вторая и третья ступени в точке апогея были взорваны, что позволило учёным исследовать ионосферу Земли, природу образования облаков и поведение льда в космосе.